# Fuegos artificiales artesanales de México
La producción de fuegos artificiales artesanales de México se realiza en el Estado de México, en el centro de México. La capital auto-declarada de los fuegos artificiales es Tultepec, justo al norte de la Ciudad de México. El ingrediente principal para los fuegos artificiales, la pólvora, fue traída por los conquistadores en el siglo dieciséis y los fuegos artificiales se convirtieron populares en México en el siglo diecinueve. En la actualidad, Latinoamérica es la segunda mayor productora de fuegos artificiales, la mayoría para uso doméstico, con productos que van desde pequeños petardos hasta grandes fuegos artificiales como los marcos de pirotecnia llamados “castillos” y “toritos”. La industria es artesanal, las producciones están concentradas en familias dueñas de talleres y pequeñas fábricas con un gran número de permisos autorizados por SEDENA (Secretaría de la Defensa Nacional) manteniendo normas y reglas altamente estrictas a las personas que realicen fuegos artificiales. La producción de fuegos artificiales es relativamente un arte y de la cual dependen la economía de miles y millones de personas en todo México.

## Historia

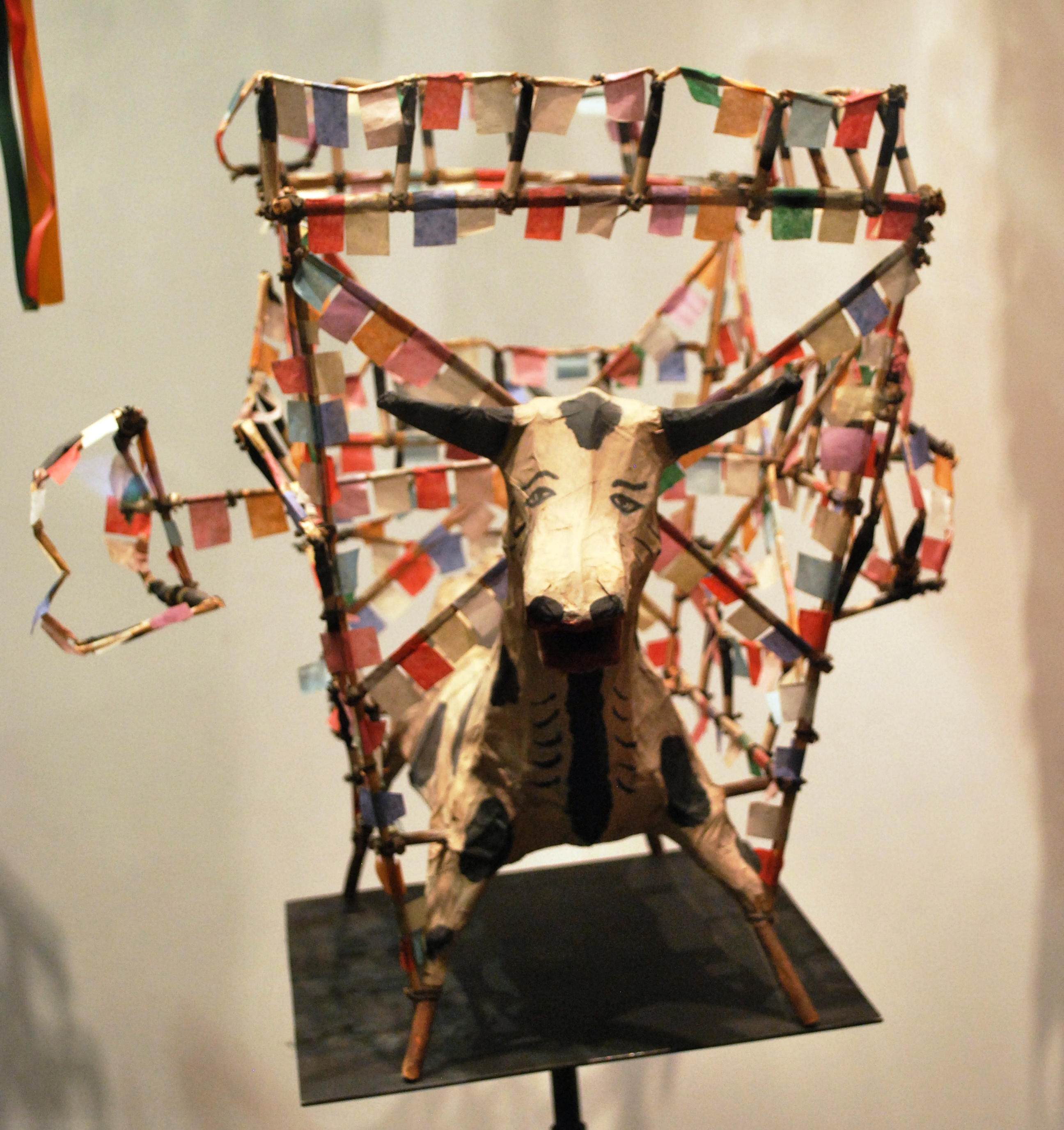
“Torito” o marco de toro de fuegos artificiales en exhibición en el Museo de Arte Popular en la Ciudad de México.

A pesar de que las culturas prehispánicas tenían formas de manipular fuego para fines ceremoniales, la popularidad de los fuegos artificiales llegó a México después, en el siglo XIX.  Los fuegos artificiales fueron inventados por los chinos, para usos ceremoniales y religiosos, el cual es su principal uso en México hoy en día.
La producción y el uso de fuegos artificiales llegó a México a través de Europa. El principal ingrediente de los fuegos artificiales, la pólvora, llegó con los conquistadores pero para fines militares. El primer lugar que comenzó a producir pólvora fue Tultepec, en el cual durante el periodo colonial fue separado de la Ciudad de México y tenía abundante salitre, del cual los químicos podían ser extraídos.  Con raíces evidentes en la cultura española, la popularidad de los fuegos artificiales comenzó en el siglo diecinueve, después de la Independencia de México. La producción, venta y manejo de fuegos artificiales son cubiertos por la ley federal de Armas, Municiones Explosivas y Pirotecnia, con el objetivo de reducir los riesgos asociados con el producto. Esta ley fue promulgada en 1963, principalmente orientada hacia fines militares. Recientes esfuerzos por actualizar la ley han incluido proporcionar capacitación y otras medidas para extender el estatus legal a los fabricantes irregulares.  Los fuegos artificiales son un elemento principal de los festivales religiosos en México, especialmente en las de los santos patronos. Sin embargo, la mayor ocasión para el uso de fuegos artificiales son las celebraciones que conlleva el aniversario de la Independencia de México, la cual comienza con la recreación del grito del padre Miguel Hidalgo contra los españoles a las 11pm el 15 de septiembre de 1810. Los fuegos artificiales son encendidos justo después de la recreación.

## Manufactura

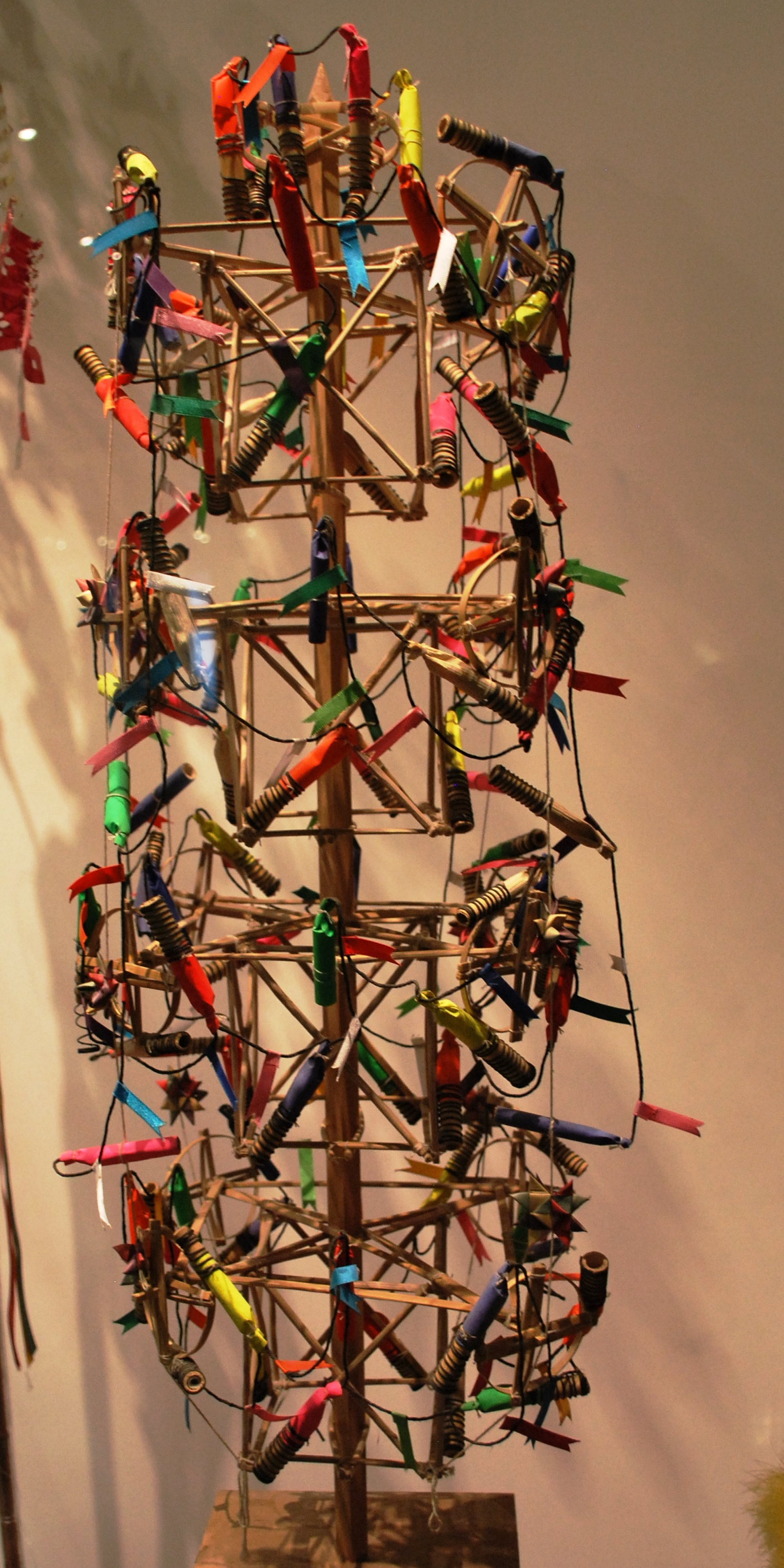
Un castillo de fuegos artificiales en exhibición en el Museo de Arte Popular en la Ciudad de México

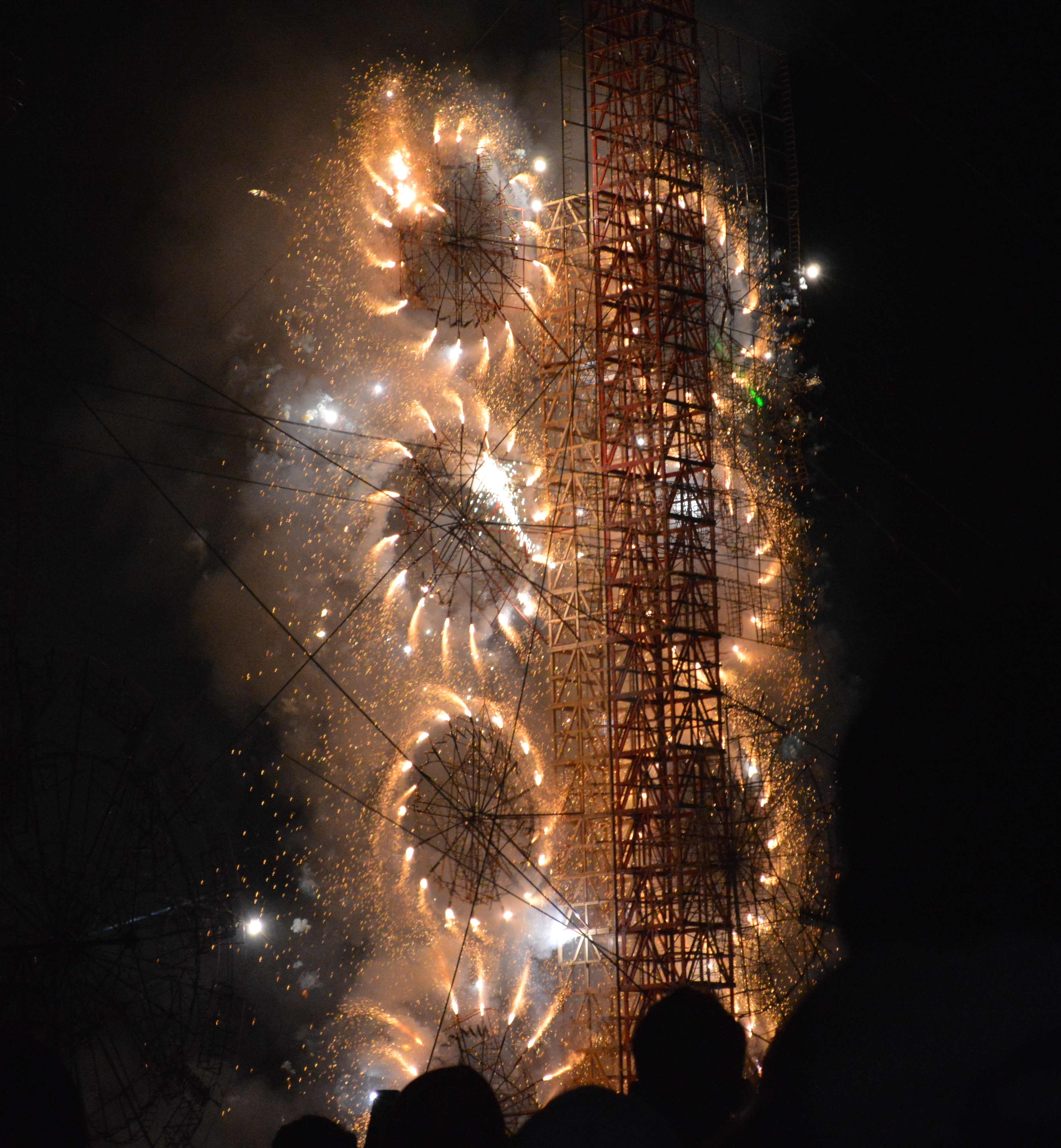
Porciones de un fuego artificial de castillo puesto en la Feria Nacional de fuegos artificiales en Tultepec.

En Latinoamérica, México es el segundo mayor productor de fuegos artificiales después de Brasil.  Hay más de cincuenta mil familias en México que producen fuegos artificiales, muchas de ellas ilegalmente, aproximadamente cuarenta mil familias en sesenta municipios únicamente en el Estado de México. Muchos de estos artesanos están localizados en los municipios de Almoloya de Juárez, Axapusco, Tianguistenco, Tenancingo, Zumpango, Tenango del Valle, Otumba, Capulhuac, Coyotepec, Tecámac y Texcoco, junto con la comunidad de San Mateo Otzacatipan. Sin embargo el mayor productor es el municipio de Tultepec, localizado justo al norte de la Ciudad de México, el cual cuenta con el 80% de toda la producción de fuegos artificiales en México.
En 1991 los artesanos de Tultepec recibieron de parte de la Presidencia de la República el Premio Nacional de Ciencias y Artes.

La mayoría de los artesanos son entrenados por sus mayores, sin ningún entrenamiento formal o con algún título en química o ingeniería, aunque algunos tienen formación en el extranjero, también promueven productos. Los artesanos compran ingredientes como sulfuro, clorato de potasio y polvo de aluminio en tiendas locales de suministros químicos y en mercados, los cuales son mezclados a mano en los talleres que pertenecen a las familias y en pequeñas fábricas. Todo está hecho de desechos, con cartuchos fabricados con cinta de embalaje y papel de desecho que se compra a granel. A menudo, los fuegos artificiales son empacados con tan solo vieja harina de maíz y bolsas de comida de perro. 
La mayoría de los artesanos no son empleados formalmente, pero prefieren trabajar en negocios familiares. Las fórmulas usadas en cada taller son individuales y guardadas por las familias a las que les pertenecen. Los talleres clasifican a los mejores artesanos recibiendo el título de “maestro”, capaz de producir productos elaborados, tal como castillos, bombas, toritos y espectáculos sincronizados de fuegos artificiales/luz/música.
La producción mexicana de fuegos artificiales incluye un número de objetos explosivos como  “rocas” (un tipo de petardo poderoso), “vampiros”, “patatas de mula” y “bombas”, así como marcos con pirotecnia llamados “castillos”, “toritos”, “canastillas” y figuras de Judas. Los “castillos” son generalmente largos marcos de madera cubiertos con brillantes bengalas, las cuales pueden costar entre veinte mil hasta veinticinco mil pesos, dependiendo del tamaño y la complejidad. Estos son más a menudo hechos en honor a los santos patrones o a los héroes patriotas de México. Los “toritos” son marcos más pequeños en forma de un toro, diseñados para ser usados o llevados por una persona, ya que se encienden, persiguiento a los transeúntes en la calle durante las fiestas. Una versión del torito es diseñado para liberar caramelo cuando se parte, el cual como efecto tiene a niños corriendo hacia este, en vez de huir de él. Los toritos están en alrededor de ochocientos pesos en el mercado.
El elemento más elaborado es llamado “piromusical”, un conjunto de fuegos artificiales sincronizados con música y algunas veces con luces, en promedio con un precio comercial de diez mil pesos un minuto, usualmente el “piromusical” dura catorce minutos.

## Tultepec

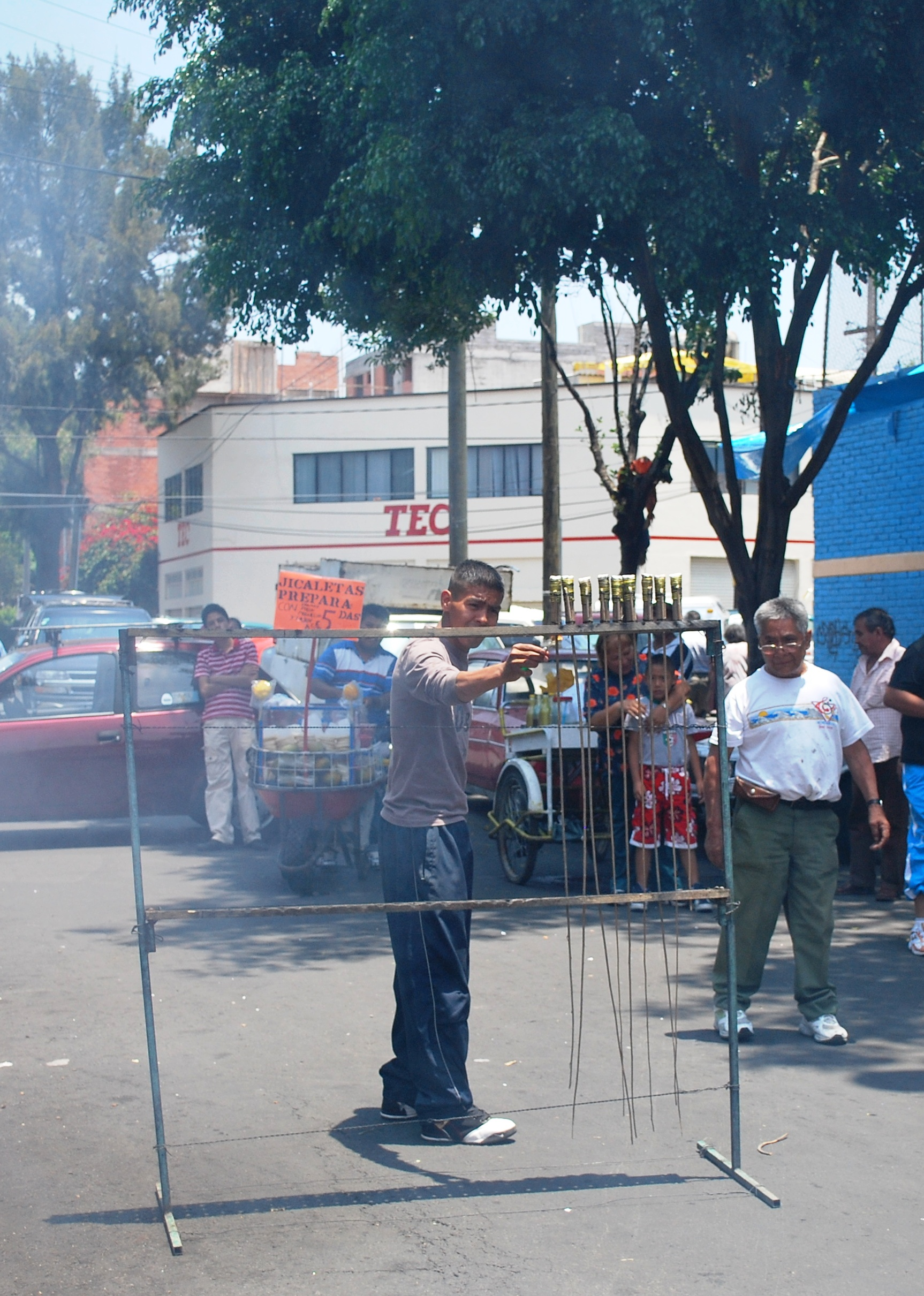
Colocación de cohetes durante un festival religioso en la Colonia Doctores en la Ciudad de México.

La mayoría de fuegos artificiales en México son producidos en el Estado de México, especialmente en el municipio de Tultepec, justo al norte de la Ciudad de México, el cual se ha declarado a sí mismo de ser “la capital de pirotecnia en México” Esta área tiene 200 años de tradición de hacer fuegos artificiales, con aproximadamente el sesenta y cinco por ciento de la población está involucrada directa o indirectamente en la producción de fuegos artificiales. En Tultepec, todos los fuegos artificiales son hechos a mano, incluyendo decoración y envase, en su mayoría en pequeñas fábricas o talleres que producen de todo, desde pequeños petardos hasta fuegos artificiales de doce pulgadas para espectáculos profesionales. Tultepec es tan solo uno de los principales proveedores de ingredientes necesarios para hacer fuegos artificiales.
La mayoría de la gente está dentro de la producción de fuegos artificiales en el área llamada La Saucera zona pirotécnica, localizada afuera de la ciudad de Tultepec cerca de las comunidades de Xahuento y Lomas.  Originalmente, toda la producción de fuegos artificiales era dispersada alrededor del municipio, pero después de la explosión y el fuego de los fuegos artificiales situada en el mercado La Merced en la Ciudad de México en 1989, las autoridades decidieron obligar a los artesanos a estar en una zona alejada del área residencial y con medidas de seguridad, tal como almacenes especiales para los productos terminados y para almacenar los productos químicos.
El más grande mercado de fuegos artificiales en el Estado de México, es llamado el Mercado de San Pablito, construido por el estado en el cual se gastaron nueve millones de pesos para construir trescientos bloques para puestos. Sin embargo, este mercado sufrió una gran explosión en 2005 y 2006, reduciendo la mayoría de los puestos a escombros en ambas ocasiones. El mercado también tuvo problemas con la regulación de cuánto podían almacenar y vender en el mercado, así como el acoso hacia clientes, abandonando el mercado por la policía. Esto ha llevado al cincuenta por ciento de reducción en el volumen de ventas, con descuentos de transporte a otros, con frecuencia clandestinos, en los outlets municipales.
La Feria Nacional de la Pirotecnia, ocurre cada año en marzo en Tultepec, que ofrece una competencia nacional de “castillos”. La mayoría de los que asisten es por el concurso de piromusicales, que atrae a unos diez mil espectadores. Además hay competencias de “toritos” y “castillos”.

## Peligros

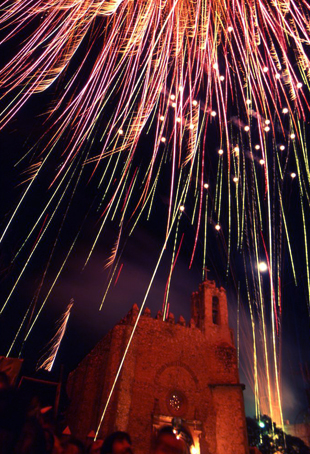
Fuegos artificiales explotando por encima de la iglesia de Atotonilco de Tula en México

Esta industria es peligrosa, sobre todo debido a la falta de aplicación de las leyes de seguridad y regulaciones y la falta de entrenamiento profesional. Un mural de Tultepec muestra a la gente del pueblo, la ausencia de ayuda y los barriles de pólvora que están entre los “castillos”.  Solamente en el Estado de México, hay aproximadamente quinientos artesanos que haces fuegos artificiales ilegalmente, sin el oportuno entrenamiento o las facilidades y sin el permiso de las autoridades. De acuerdo al Instituto Mexiquense de la Pirotecnia, la razón principal de los peligros es que la producción es mayormente hecha en familia, en vez de ser hechos en fábricas. La mayoría de los accidentes han ocurrido en Tultepec, con cuarenta y seis explosiones en tan solo este municipio en 2002, con un total de doce muertes y docenas de heridos. En 2011, hubo catorce explosiones en La Saucera que se sitúa en Tultepec, ninguna de ellas fue fatal y una tienda clandestina que abandono cuatro personas muertas.
Ha habido un número notable de accidentes relacionados con la producción y la venta de fuegos artificiales en México. En 1998, una explosión en un taller en el Barrio de San Agustín en Tultepec afectó aproximadamente cien casas y murieron diez personas del vecindario.  En 1999, una explosión en un taller clandestino en Celaya dejó cincuenta y seis muertos y trescientos cincuenta heridos. En 2003, hubo una explosión en el mercado de Miguel Hidalgo en Veracruz, el cual comenzó en un almacén clandestino de fuegos artificiales donde hubo un resultado de veintiocho muertos, treinta y cinco heridos y cincuenta y dos desaparecidos. En 2006, una explosión fue atribuida a los cerillos, estos consisten en ser de color madera, con productos químicos en ambos lados, los cuales producen chispas cuando se friccionan contra una superficie. Esto llevó a prohibir el producto por un año, por lo que su seguridad podría ser revaluada. El 20 de diciembre de 2016, una explosión en el mercado de San Pablito dejó 36 fallecidos y 84 heridos.

## Ventas
En México, los fuegos artificiales, en especial los grandes cohetes llamados “cohetones”, son un símbolo de los festivales de los santos patrones.  En los festivales religiosos, aún en los pueblos más pequeños hay fuegos artificiales, en los cuales incluyen imágenes de los santos patrones en un marco diseñado con pirotecnia. Esto es particularmente para los grandes lugares donde se hacen peregrinaciones tales como en el de La Virgen de San Juan de los Lagos. El día con más grandes las ventas de fuegos artificiales es el del día de la Independencia. Para la celebración del bicentenario de México en el Zócalo o en la plaza principal de la Ciudad de México, aproximadamente dos mil cuatrocientos fuegos artificiales grandes compusieron un espectáculo multimedia, el cual comenzó con la recreación de la llamada del Padre Miguel Hidalgo a las tropas a las 11 p. m. el 15 de septiembre de 1810.
Hay tres mercados especializados en fuegos artificiales, San Pablito en Tultepec, el más importante en esta ciudad, además en Chimalhuacán y el otro en Zumpango.
Las ventas nacionales de fuegos artificiales fluctúan entre ochocientos y un millón setecientos mil pesos por año. Solo trece empresas mexicanas exportan al extranjero, la mayoría no exportan porque no conocen los estándares puestos por Estados Unidos para los fuegos artificiales, aproximadamente siendo el mercado internacional más importante. Los fuegos artificiales mexicanos tienden a ser más poderosos que la producción en masa de los chinos, los cuales representan la mayor parte de las ventas legales en Estados Unidos, que tienta a muchos estadounidenses para intentar de llevarlos al otro lado de la frontera para las celebraciones del 4 de julio.
Los fuegos artificiales mexicanos mayormente son promovidos por el Instituto Mexiquense de Pirotecnia del Estado de México, quienes patrocinan eventos como exhibiciones de arte con temas de pirotecnia y espectáculos de títeres con fuegos artificiales seguros para niños.